# Liste des types de jardins

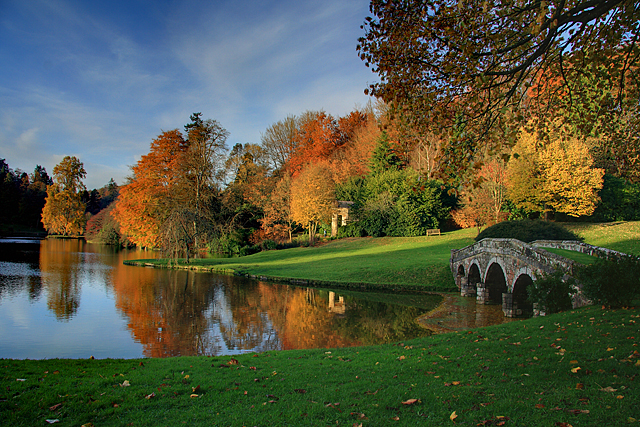
Couleurs d'automne à Stourhead, un jardin paysager anglais

Les types de jardins sont très variés. Voici une liste d'exemples.

## Par pays d'origine
- Jardin chinois
  - Jardin cantonais
  - Jardin sichuanais
- Jardin hollandais
- Jardin égyptien
- Jardin anglais
  - Jardin paysager anglais
- Jardin à la française

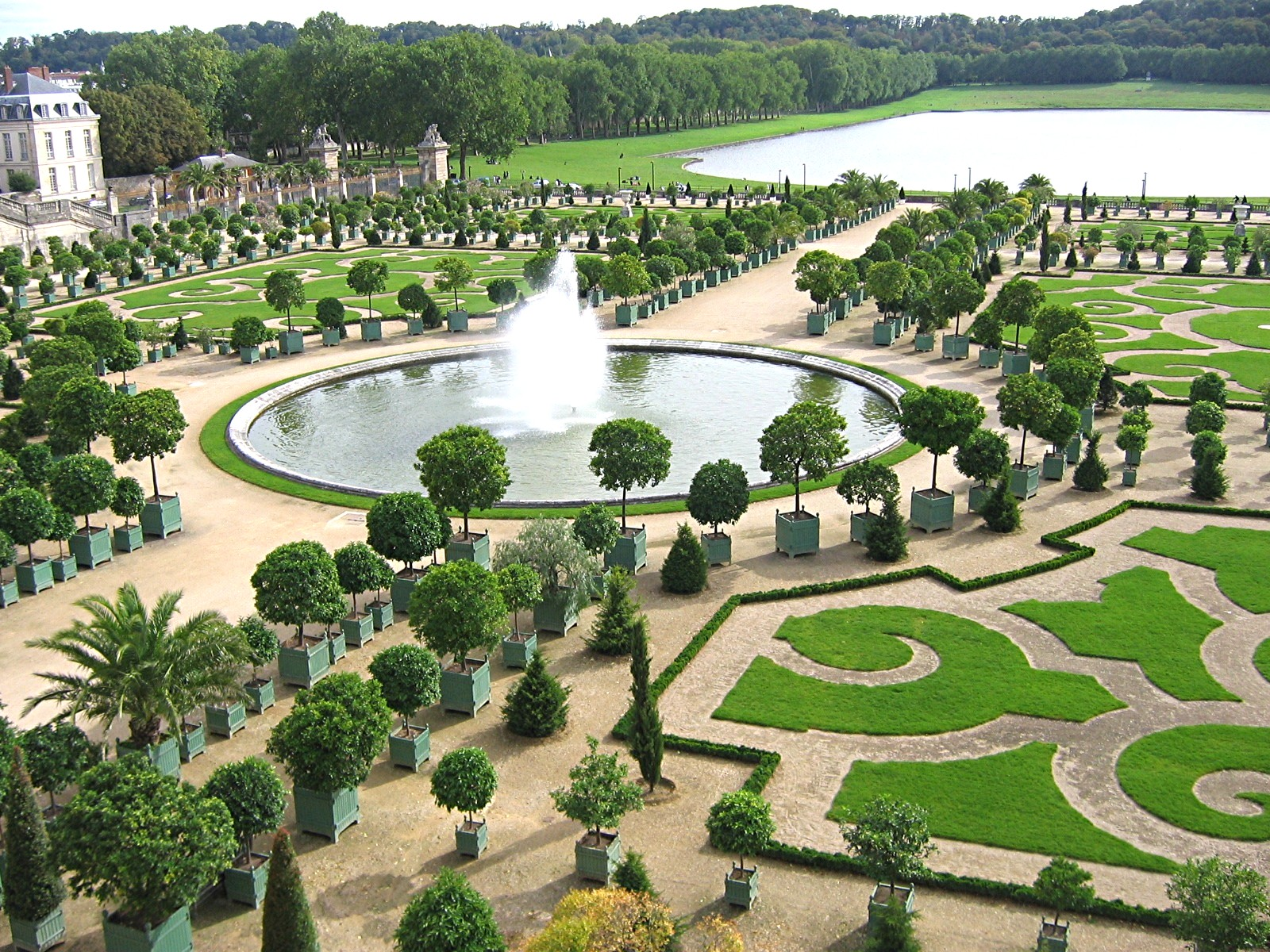
L'Orangerie dans les jardins de Versailles avec la Pièce d'eau des Suisses en arrière-plan (jardin à la française)

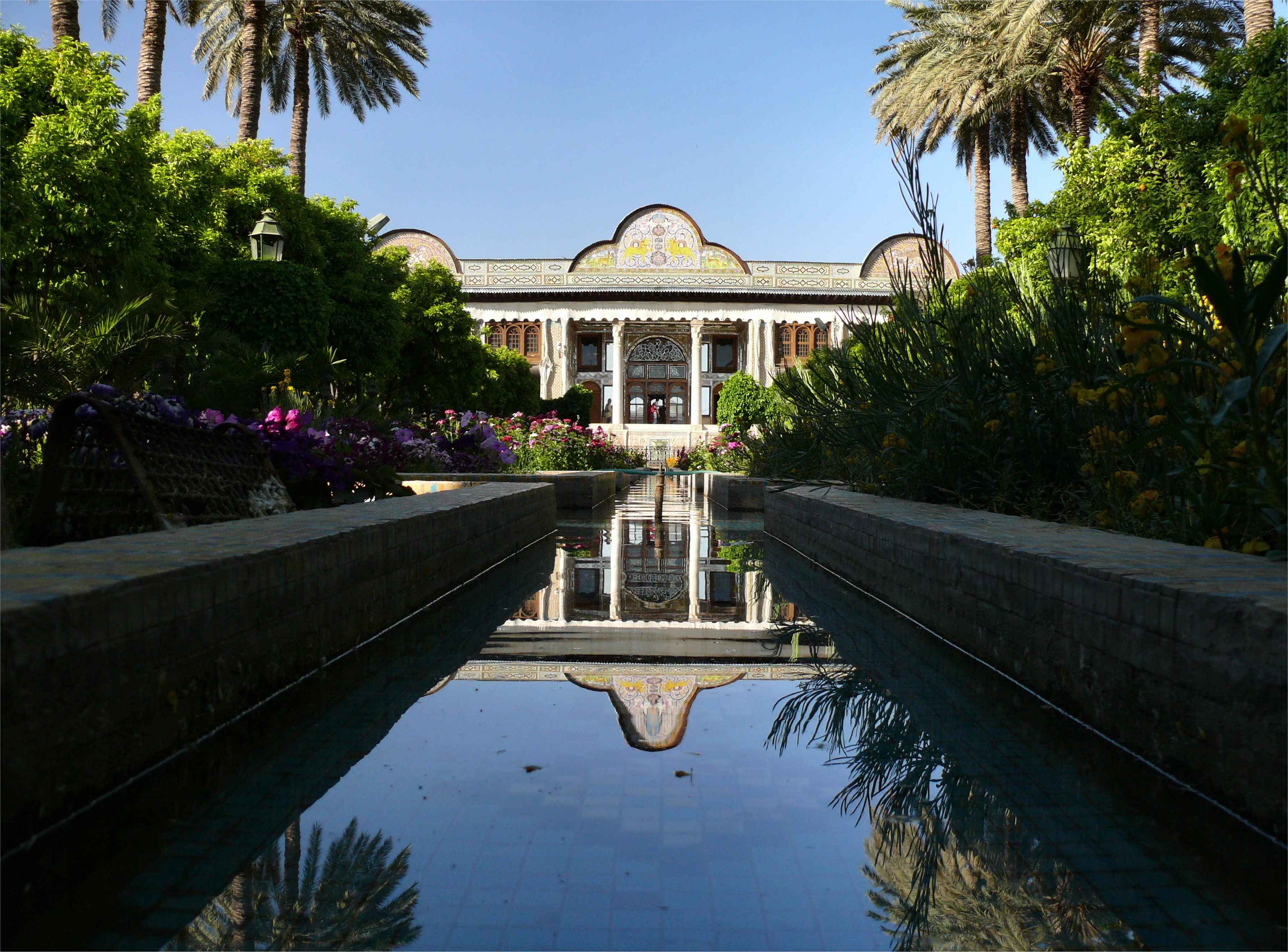
Reflet du Bagh-e Narenjestan (jardin d'orangers) et du Khaneh Ghavam (maison Ghavam) à Shiraz, Iran (jardin persan)

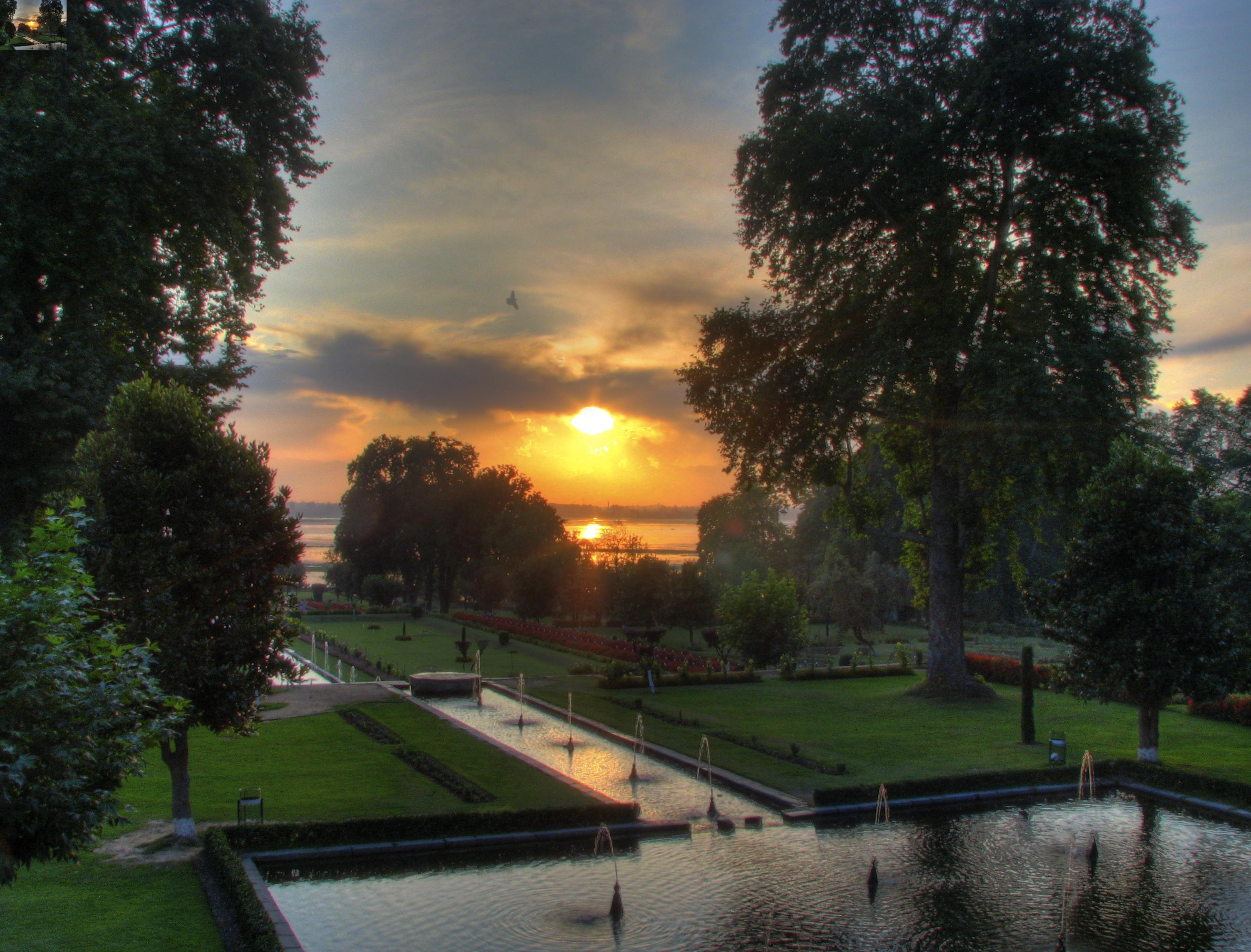
Nishat Bagh, jardin en terrasse à Srinagar, Jammu-et-Cachemire (Jardins Mughal)

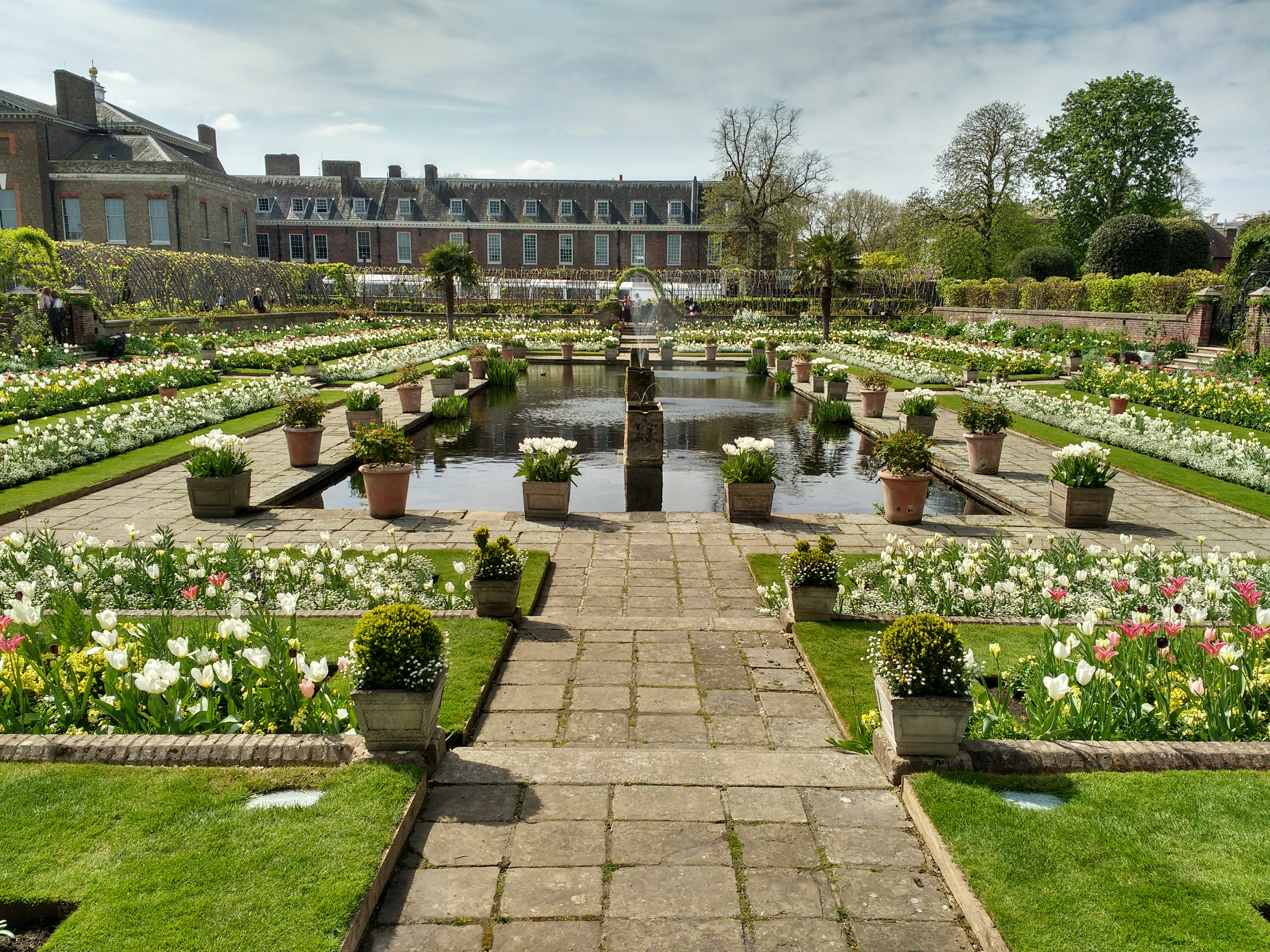
Jardin Blanc du Palais de Kensington, un jardin hollandais planté comme un jardin de couleurs

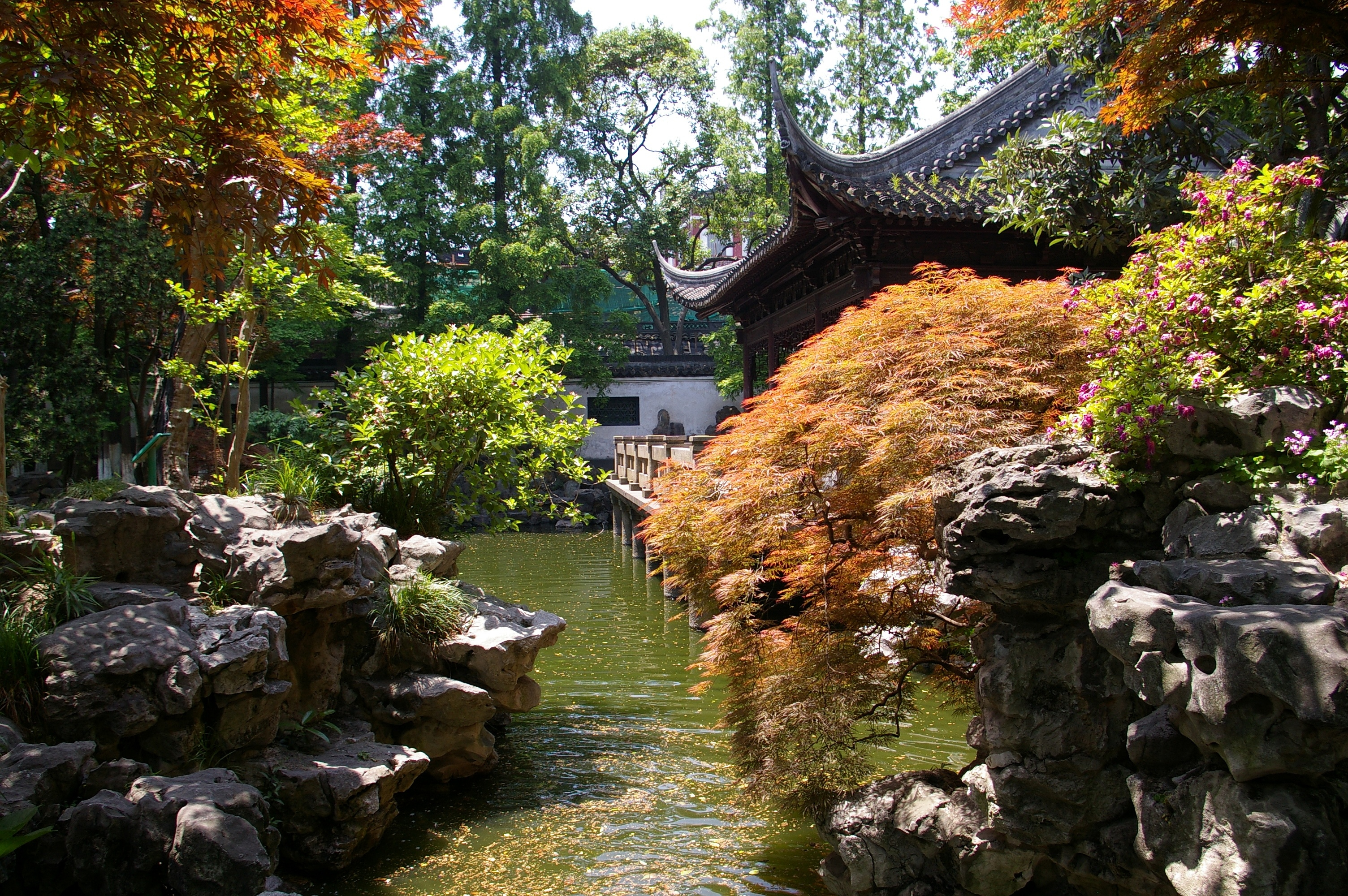
Le jardin Yuyuan à Shanghai, en Chine (créé en 1559) présente tous les éléments d'un jardin chinois classique : l'eau, l'architecture, la végétation et les rochers.

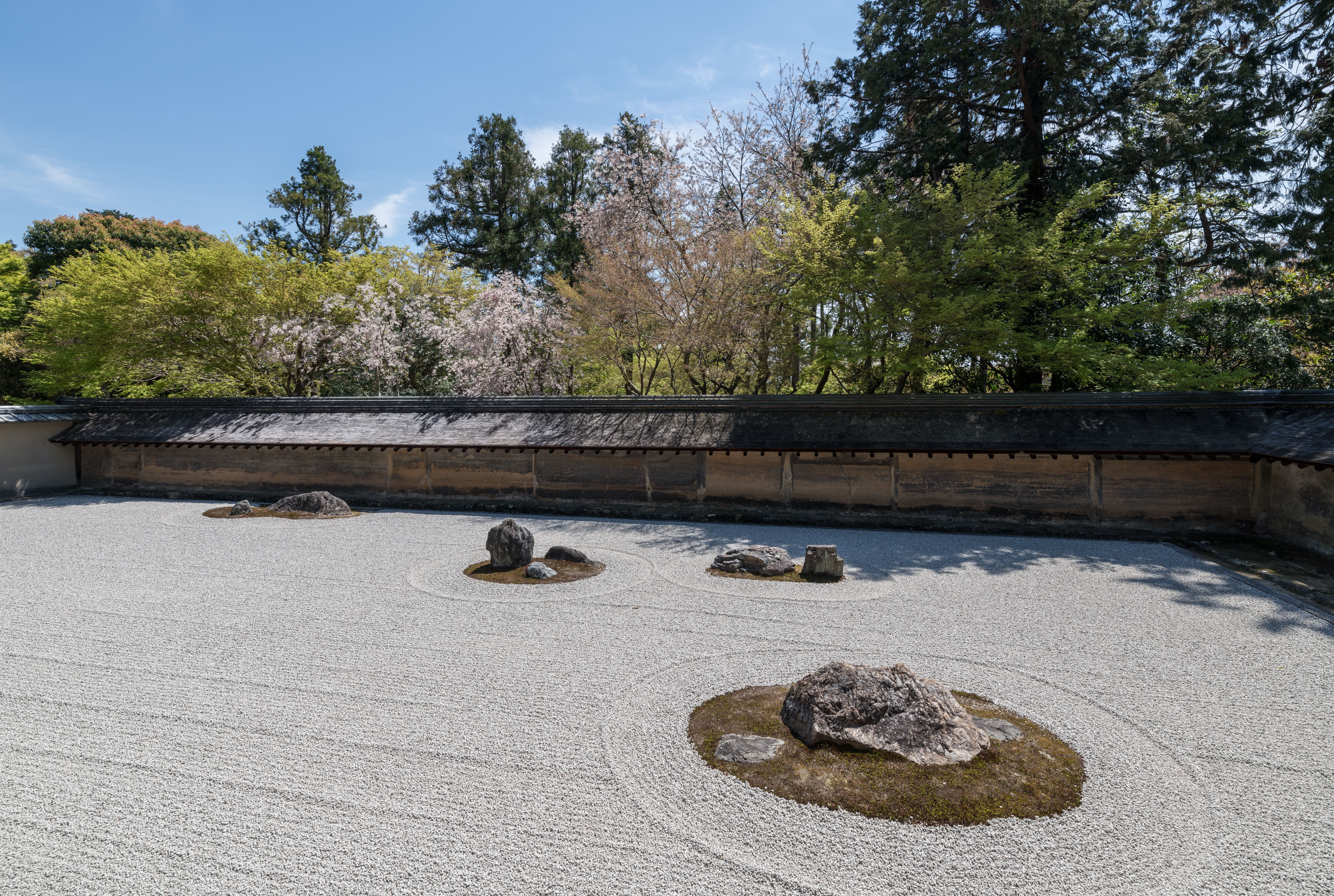
Ryoan-ji (fin du XVe siècle) à Kyoto, Japon, l'exemple le plus célèbre de jardin de rocaille zen

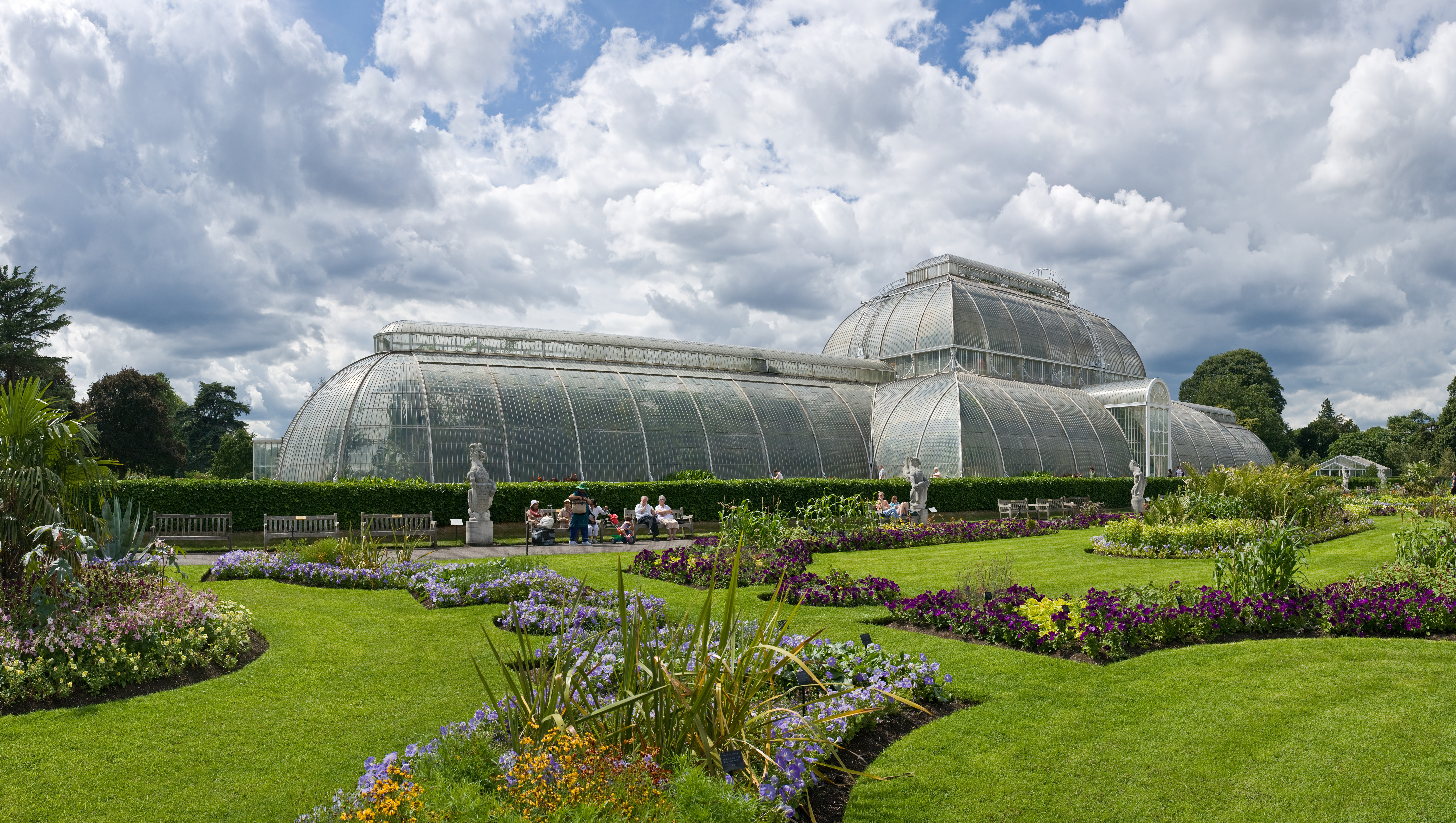
Palm House au Royal Botanic Gardens, Kew, Londres

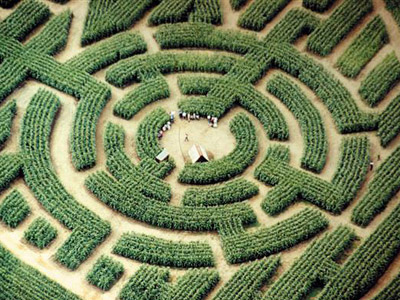
Labyrinthe de Barvaux, Durbuy, Belgique

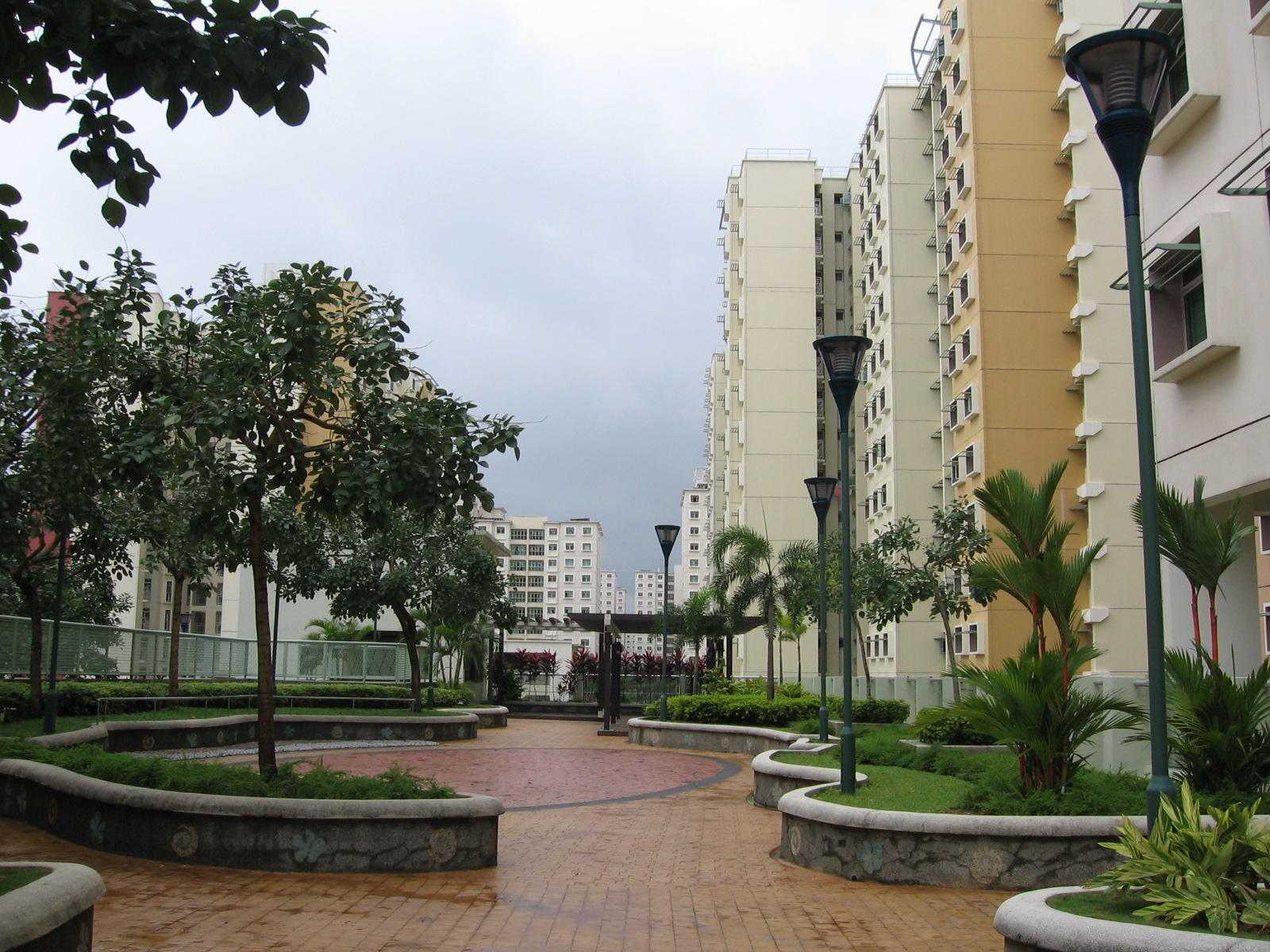
Jardin sur le toit sur le pont supérieur d'un parking à plusieurs étages, quartier Edgedale, Punggol, Singapour

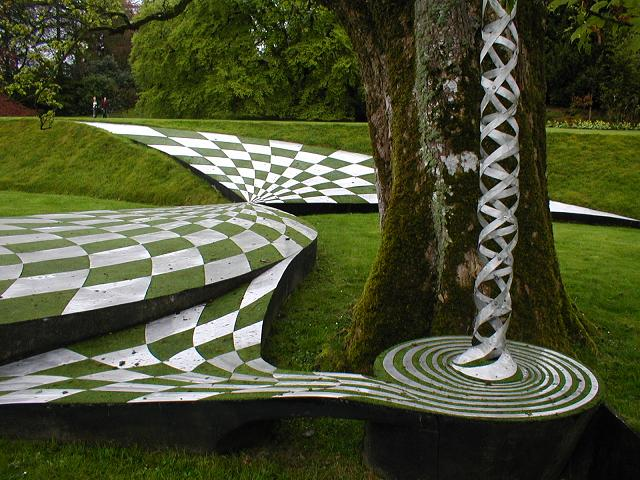
Le Jardin de la spéculation cosmique, un jardin de sculptures dans le Dumfriesshire, en Écosse

  - Jardin à la française (classique), jardin régulier ou jardin classique
  - Jardin paysager à la française
  - Jardins de la Renaissance française
- Jardin allemand
- Jardin grec
- Jardin italien
  - Jardin de la Renaissance italienne

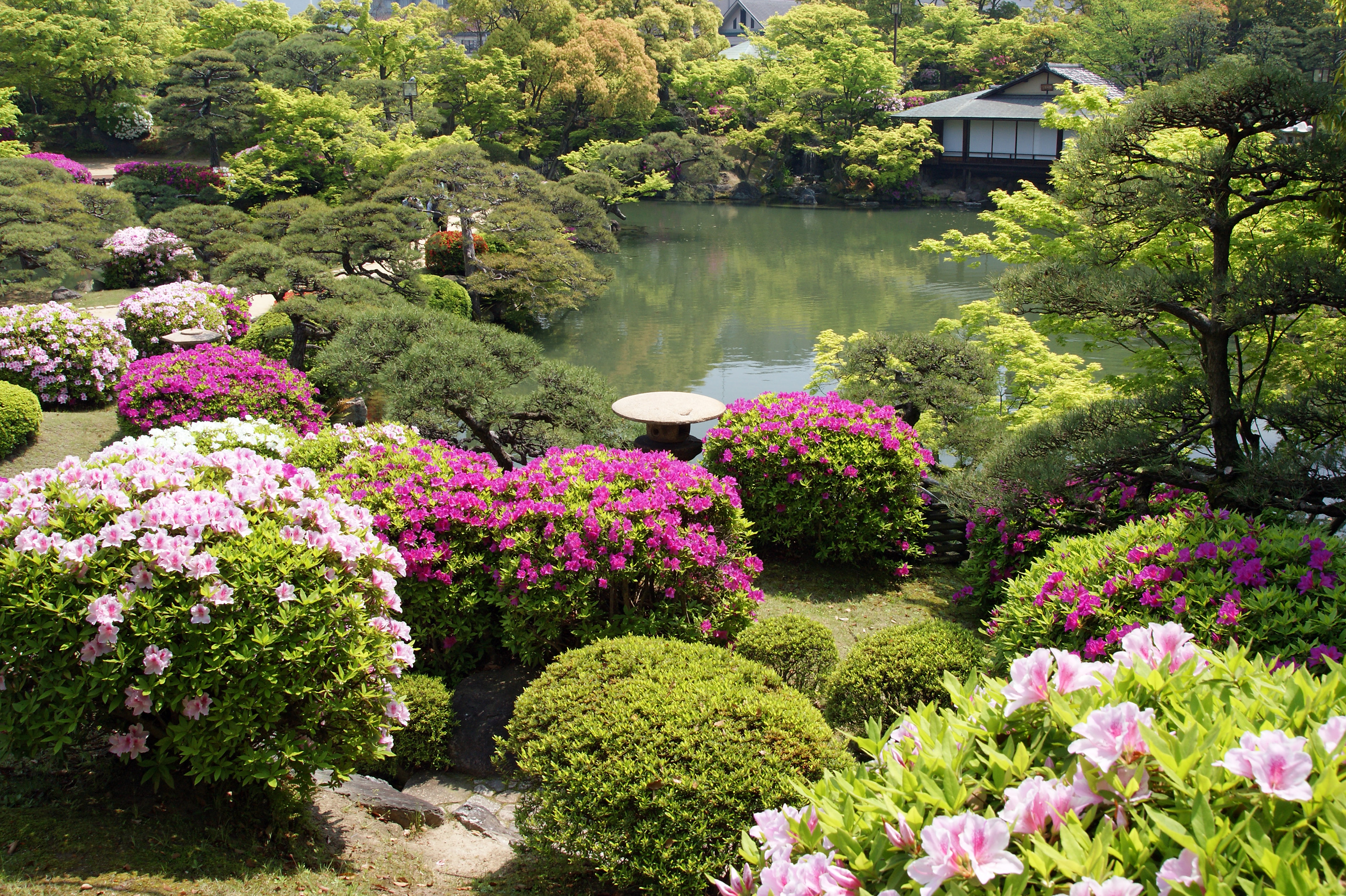
Jardins Sōraku-en (jardin japonais)

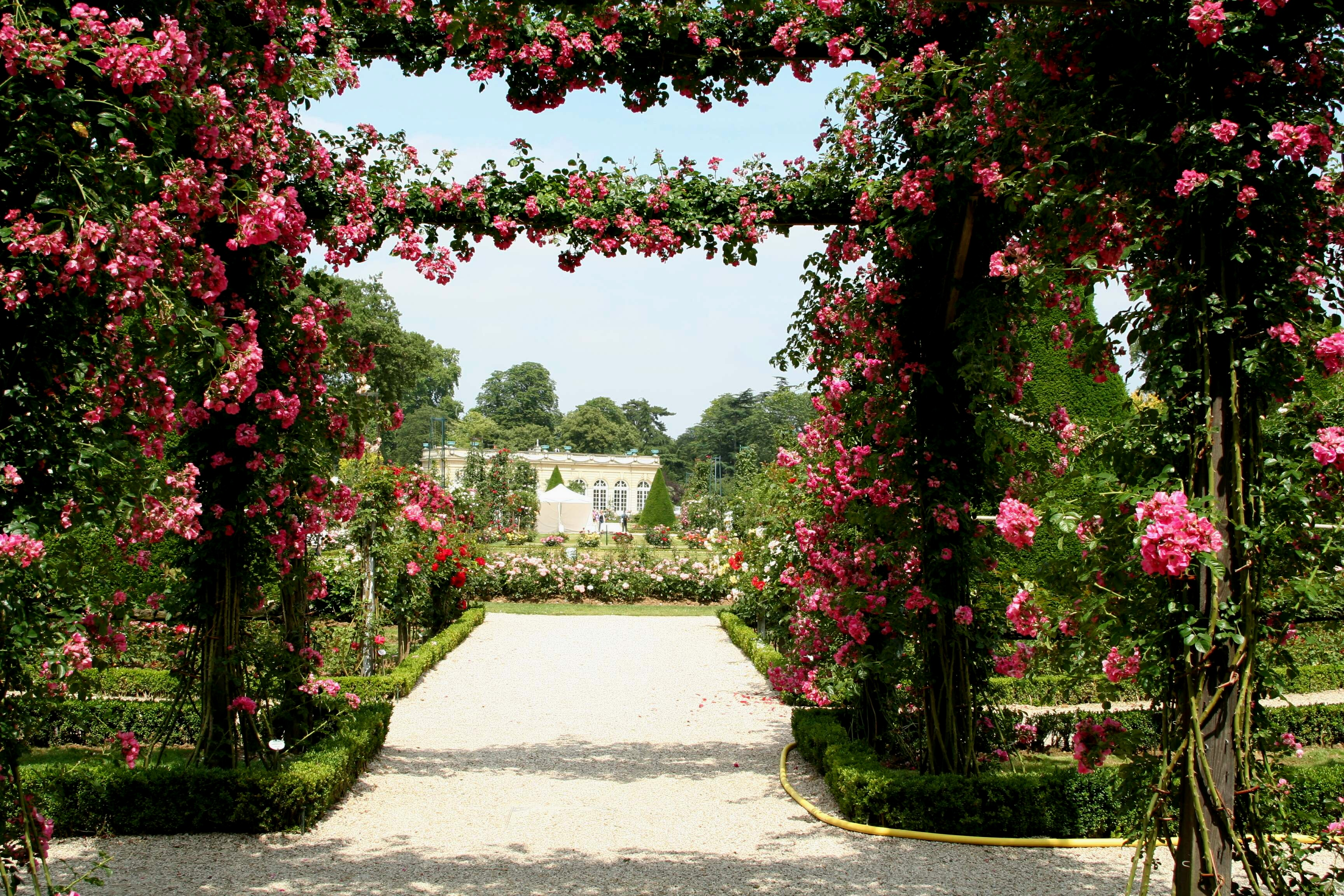
Parc de Bagatelle, une roseraie à Paris

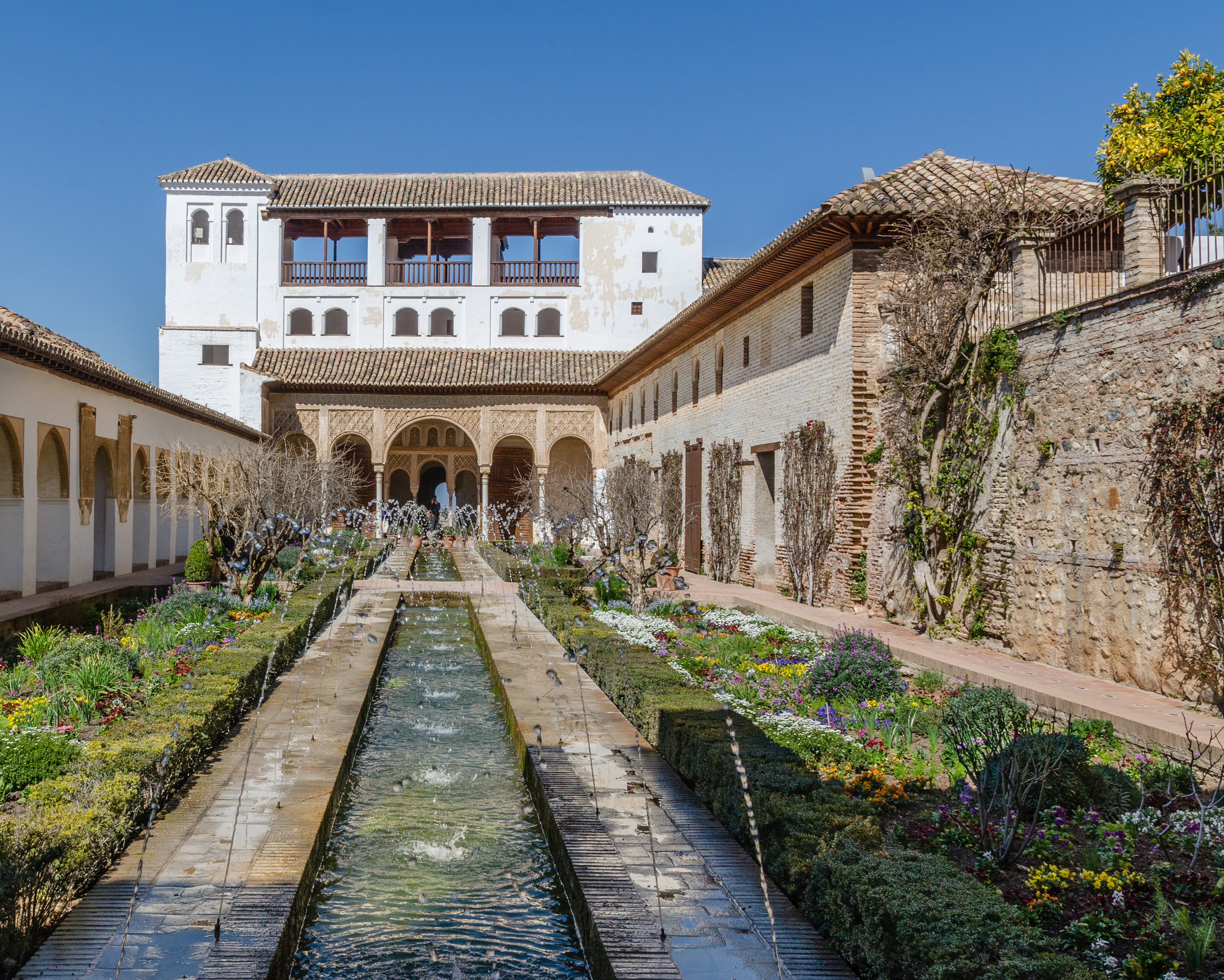
Jardín del Generalife de Granada (jardin espagnol)

- Jardin japonais
  - Jardin sec japonais
  - Jardin de thé japonais
  - Tsubo Niwa
- Jardin coréen

- Jardin persan
  - Charbagh
  - Jardin paradisiaque

- Jardin espagnol
  - Patio andalou
- Jardin des États-Unis
  - Jardin néo-colonial

## Par empire historique
- Jardin byzantin
- Jardin moghol
- Jardin persan
- Jardin romain

## En religion
- Jardins baha'is
- Jardin biblique
- Jardin islamique
- Jardin de Marie
- Jardin sacré

## Autre
- Aquascaping
- Jardin à l'arrière
- Jardin baroque
- Jardin des tourbières
- Bosquet
- Jardins botaniques
  - Alpin
  - Arboretum
  - Palmetum
- Jardin de bouteilles
- Jardinage des papillons
- Jardin de cactus
- Charbagh
- Jardin de couleurs
- Jardin communautaire
  - Lotissement (jardinage)
  - Jardin commun
  - Partage de jardin
- Jardin en conteneurs
- Jardin du chalet
- Aménagement paysager économe en énergie
- Ferme ornée
- Fougère
- Boîte à fleurs
- Jardin de fleurs
- Jardinage forestier
- Jardin de devant
- Salon de jardin
- Place du jardin
- Jardin suspendu (culture)
- Jardins d'herbes aromatiques
- Hòn Non Bộ
- Hortus conclusus
- Jardin interculturel
- Jardin en trou de serrure
- Potager
- Jardin de nœuds
- Labyrinthe
  - Labyrinthe de haies
  - Labyrinthe de gazon
- Jardin commémoratif
- Jardin monastique
- Jardin de lune
- Jardin de mousse
- Horticulture biologique
- Jardinage de modèles
- Permaculture
- Jardin physique
- Paysage de jeu
- Jardin paradisiaque
- Jardin d'agrément
- Jardin des pollinisateurs
- Jardin pluvial
- Jardinage sur plate-bande surélevée
- Jardin de roches
- Jardin de fusées
- Jardin sur le toit
  - Toit vert
  - Toit végétalisé climat subtropical
- Roseraie
- Jardin scolaire
- Jardin de sculptures
  - Sentier des sculptures
- Jardin sensoriel
- Jardin d'ombre
- Jardin Shakespeare
- Stumperie
- Jardinage durable
- Jardin de thé
- Téléjardin
- Jardin thérapeutique
- Jardin en terrasse
- Jardin d'essai
- Jardin tropical
- Horticulture tropicale
- Agriculture souterraine
- Jardiner à l’envers
- Horticulture urbaine
- Jardin vertical
- Jardin de la Victoire
- Jardin fermé
- Jardin aquatique
- Jardin sauvage
- Boite de fenêtre
- Jardin d'hiver
- Jardin boisé
- Xériscapage
- Jardin zen

## Voir également
- Catégorie:Caractéristiques du jardin
- Catégorie:Types de jardin

- Types de jardins historiques